# The Animated Adventures of Tom Sawyer
The Animated Adventures of Tom Sawyer (conocida en España como Las aventuras de Tom Sawyer) es una película estadounidense-canadiense de animación, musical y familiar de 1998, dirigida por William R. Kowalchuk Jr., escrita por Bob Merrill y los protagonistas son Ross Malinger, Ryan Slater y Kirsten Dunst, entre otros. El filme fue realizado por Artisan Entertainment, BLT Productions, Colorland Animation Productions y Tundra Productions, se estrenó el 21 de julio de 1998.

## Sinopsis
Tom Sawyer y Huckleberry Finn tienen una sucesión de grandes aventuras en las cuales hay travesuras y alboroto todo el tiempo.